# تلمبه عشایری محمودی
تلمبه عشایری محمودی یک منطقهٔ مسکونی در ایران است که در دهستان حسین‌آباد (جیرفت) واقع شده‌است. تلمبه عشایری محمودی ۴۸ نفر جمعیت دارد.